# Voncq
Voncq település Franciaországban, Ardennes megyében. Lakosainak száma 211 fő (2022. január 1.). Voncq Attigny, Chuffilly-Roche, Grivy-Loisy, Montgon, Neuville-Day, Rilly-sur-Aisne, Semuy, Bairon-et-ses-Environs és Vouziers községekkel határos.

## Népesség
A település népessége az elmúlt években az alábbi módon változott:
| Lakosok száma | 334  | 245  | 223  | 224  | 222  | 219  | 217  | 218  | 216  | 211  |
|               | 1968 | 1982 | 1990 | 2006 | 2013 | 2015 | 2017 | 2019 | 2020 | 2022 |